# Anna Lindgren
Anna Margareta Lindgren, född Richson 10 maj 1946 i Trollhättan, död 16 april 2015 i Gottfridsbergs församling i Linköping, var en svensk politiker (moderat), som var riksdagsledamot 1992 (ersättare) och 2002–2006 (ordinarie ledamot) för Östergötlands läns valkrets.
I riksdagen var hon ledamot i kulturutskottet 2002–2006 och suppleant i arbetsmarknadsutskottet, försvarsutskottet och miljö- och jordbruksutskottet.
Hon var adjunkt i Kalmar och var gift med den tidigare landshövdingen Sven Lindgren.